# 吹野博志
吹野 博志（ふきの ひろし､昭和17年（1942年）2月4日- ）は日本の実業家。元デルコンピュータ会長、元米デルコンピュータ社副社長、オレガ会長、吹野コンサルティング社長、多摩大学シニアフェロー。

## 人物
鳥取県淀江町（現米子市）出身。一橋大学経済学部卒業。ハーバード大学ハーバード・ビジネス・スクール（経営大学院）上級経営学コース（AMP） 修了。
元デルコンピュータ会長、元米デルコンピュータ社副社長、ミスミグループ本社取締役、オレガ会長、楽天株式会社取締役等、様々な企業の経営に携わってきた日本を代表する「プロ経営者」の一人である。

### 社会貢献等
2004年に財団法人一橋大学後援会に1億円を寄付し、これを受け2008年に一橋大学国際共同研究センター長に東アジア及び日本の社会科学的研究を行う「吹野プロジェクト」が立ち上げられた。

## 略歴
- 1965年 - 日本電子株式会社入社
- 1970年 - JEOL USA,INC.（日本電子USA）マーケティング・マネージャー
- 1974年 - セイコー電子工業（現セイコーインスツル）株式会社入社
- 1986年 - Seiko Instruments & Electronics USA Ltd.（セイコー電子工業USA）社長兼最高経営責任者
- 1994年 - デルコンピュータ株式会社代表取締役会長（2004年5月より同社顧問）
- 1995年 - Dell Computer Corporation, Inc.（現米デル社）副社長
- 2002年 - 株式会社ミスミグループ本社取締役
- 2004年 - 株式会社吹野コンサルティング代表取締役社長、多摩大学ルネッサンスセンター客員教授、オレガディール（現オレガ）取締役、カネボウ化粧品取締役
- 2006年 - 株式会社オレガ取締役会長
- 2007年 - 多摩大学ルネッサンスセンターシニアフェロー
- 2008年 - 楽天株式会社取締役
- 2010年 -  一般社団法人不識庵副理事長、不識塾師範（中谷巌理事長）[2]

この間、株式会社ナノジオメトリ研究所取締役会長（社外取締役）、ボッシュ株式会社監査役、株式会社アフォード・ビジネス・コンサルティング顧問、一橋大学非常勤講師、社団法人如水会常務理事等を兼任している時期がある。